# Trolltjärnen (Arvidsjaurs socken, Lappland, 728806-169833)
Trolltjärnen är en sjö i Arvidsjaurs kommun i Lappland och ingår i Piteälvens huvudavrinningsområde. Sjön har en area på 0,0818 kvadratkilometer och ligger 371,1 meter över havet.

## Delavrinningsområde
Trolltjärnen ingår i det delavrinningsområde (728733-169801) som SMHI kallar för Mynnar i Norra Åkkumtjärnen. Medelhöjden är 391 meter över havet och ytan är 2,79 kvadratkilometer. Det finns ett avrinningsområde uppströms, och räknas det in blir den ackumulerade arean 7,43 kvadratkilometer. Vattendraget som avvattnar avrinningsområdet har biflödesordning 4, vilket innebär att vattnet flödar genom totalt 4 vattendrag innan det når havet efter 128 kilometer. Avrinningsområdet består mestadels av skog (84 procent). Avrinningsområdet har 0,08 kvadratkilometer vattenytor vilket ger det en sjöprocent på 3 procent.